# Л-24
Л-24 — советский дизель-электрический подводный минный заградитель типа «Ленинец» серии XIII-1938.

## История корабля
Лодка была заложена 23 октября 1938 года на заводе № 198 в Николаеве, заводской номер 354. 17 декабря 1940 года спущена на воду, к началу Великой Отечественной войны достраивалась. Ввиду быстрого приближения линии фронта к Николаеву в августе 1941 года, уже под огнём немецких войск и ещё без аккумуляторной батареи и не имея возможности погружаться своим ходом перешла из Николаева в Севастополь. В пути корабль попал в сильный шторм, возникла течь в корпусе и повреждения ряда механизмов, но экипаж и принятые на борт специалисты-судостроители в море исправили все повреждения и привели корабль в Севастополь. 
После короткого ремонта лодка вскоре перешла в Поти. 29 апреля 1942 года вступила в строй и вошла в состав Черноморского флота.
Всего за годы войны совершила 4 боевых похода, суммарно 71 сутки. Произвела одну торпедную атаку с выпуском 2 торпед, успехов не достигла. Выполнила 3 минных постановки, выставила 60 мин, также безрезультатно. Л-24 выполнила также 4 рейса в осаждённый Севастополь, доставив 220,3 тонны боеприпасов, 97,5 тонн продовольствия, 98 тонн бензина, эвакуировала 54 человека.
12 декабря 1942 года Л-24 вышла в поход, из которого уже не вернулась. В 1991 году остов лодки был обнаружен на дне водолазной экспедицией Института океанологии из Варны, Болгария. Лодка погибла в точке 43°19,39′ с. ш. 28°42,55′ в. д., лежит на ровном киле на глубине 59 метров, 3-й отсек по левому борту имеет пробоину от взрыва мины.

## Командиры
- январь 1942 — декабрь 1942 Апостолов, Георгий Петрович

## Память
- В Анапском музее хранятся личные вещи Г. П. Апостолова и модель подводной лодки «Л-24».[2]
- В документальном цикле телеканала «Звезда» «Подводная война» четвёртая серия посвящена подводной лодке Л-24.
- На борту затонувшей лодки Л-24 была установлена памятная табличка с именами 57 погибших членов её экипажа.